# Waldau (Osterfeld)
Waldau  è una frazione di 524 abitanti del comune tedesco di Osterfeld, situato nel land della Sassonia-Anhalt.
Fino al 31 dicembre 2009 ha costituito un comune autonomo.